# Sława (piosenkarka)
Sława (ros. Слава), właściwie Anastasija Władimirowna Słaniewska (ros. Анастаси́я Влади́мировна Слане́вская; ur. 15 maja 1980 w Moskwie) – rosyjska piosenkarka i aktorka.

## Życiorys

### Wczesne lata
Jest córką profesjonalnego kierowcy Władimira Słaniewskiego. W dzieciństwie interesowała się muzyką, grą w siatkówkę oraz modą.

### Kariera
Wiosną 2002 została dostrzeżona przez reżysera telewizyjnego Siergieja Kałwarskiego podczas występu w klubie karaoke. Mężczyzna zaproponował piosenkarce współpracę. Pierwszym wspólnym projektem duetu był utwór „Lublu ili nienawiżu”, do którego zrealizowano teledysk. Klip zyskał popularność w Rosji, był też nominowany w kilku kategoriach do Rosyjskich Nagród Muzycznych MTV RMA 2004. W tym czasie piosenkarka zagrała wiele koncertów i wystąpiła na kilku festiwalach muzycznych. Jesienią 2004 wydała swój debiutancki album studyjny, zatytułowany Poputczica. 

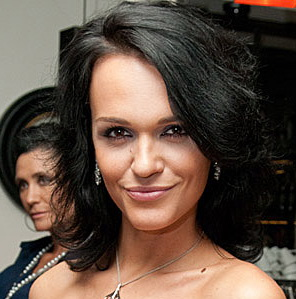
Sława, 2011

W 2005 odebrała statuetkę Złotego Gramofonu za singiel „Klassnyj”. 15 maja 2006 wydała drugi album studyjny, zatytułowany Klassnyj. W 2007 premierę miał film Paragraf 78, w którym Sława zagrała główną rolę kobiecą, postać Lisy. Nagrała też piosenkę z oficjalnej ścieżki dźwiękowej do filmu. W tym samym roku wydała też swój pierwszy album kompilacyjny, zatytułowany The Best, na którym znalazły się najpopularniejsze utwory z jej dotychczasowego dorobku.
W 2011 zagrała rolę Anny Siergiejewnej w filmie Brylantowa ręka 2. W 2012 wydała trzeci album studyjny, zatytułowany Odinoczestwo, na którym znalazły się m.in. single: „Razkażyj mnie mama” i „Odinoczestwo – Suka”. 
W 2015 wydała czwartą płytę studyjną, zatytułowaną Otkrowienno, która promowana była przez single: „Pierwaja lubow – Lubow poslednia” (duet z Iriną Allegrową), „Spielyj moj”, „Odnolub” (duet z Lubow Uspienską, „Tablietka” i „Szlucha”. W tym samym roku wzięła udział w dziewiątej edycji programu Tancy so zwiozdami, będącego rosyjską wersją formatu Dancing with the Stars. Jej partnerem był Aleksiej Bałasz.

### Życie prywatne
Jest rozwiedziona. Z pierwszym mężem, Konstantinem, ma córkę Aleksandrę. W 2011 ogłosiła, że spodziewa się drugiego dziecka.

## Dyskografia

### Albumy studyjne
- Poputczica (2004)
- Klassnyj (2006)
- Odinoczestwo (2012)
- Otkrowienno (2015)

### Albumy kompilacyjne
- The Best (2007)

## Filmografia
- 2007 – Paragraf 78 jako Lisa
- 2011 – Brylantowa ręka 2 jako Anna Siergiejewna